# Afghánistán na letních olympijských hrách
Afghánistán na letních olympijských hrách startoval celkem 16krát, poprvé na olympijských hrách v Berlíně v roce 1936. Od té doby se účastnil pokaždé s výjimkou let 1952, 1976, 1984, 1992 a 2000. Za účast je zodpovědný Národní olympijský výbor Afghánistánu, kterému momentálně předsedá Nazar Mohammad Mutmaeen. 
Toto je přehled historických milníků, účastí, medailového zisku a vlajkonošů na dané sportovní události. 

## Historie
Afghánistán se poprvé zúčastnil olympijských her v Berlíně v roce 1936.
Na dalších letních olympijských hrách v Londýně v roce 1948 soutěžilo 31 afghánských sportovců, což je nejvyšší počet, který kdy Afghánistán na letní olympijské hry vyslal. Delegaci tvořili hráči mužského pozemního hokeje a fotbalu. Ve fotbalovém turnaji mužstvo prohrálo 6:0 proti Lucembursku a nepostoupilo do prvního kola turnaje. V turnaji mužského pozemního hokeje vyhráli jeden zápas, jeden remizovali a jeden prohráli, což znamenalo umístění na třetí místo ze čtyř týmů ve skupině s 3 body. Afghánistán nakonec nepostoupil do semifinále a skončil třetí ve své skupině.
Letních her v roce 1952 v Helsinkách se Afghánistán neúčastnil. Účastnil se však o čtyři roky později na letních hrách v roce 1956 v Melbourne kde vyslal tým 12 hráčů na turnaj mužského pozemního hokeje, z nichž šest členů se účastnilo her již v roce 1948.

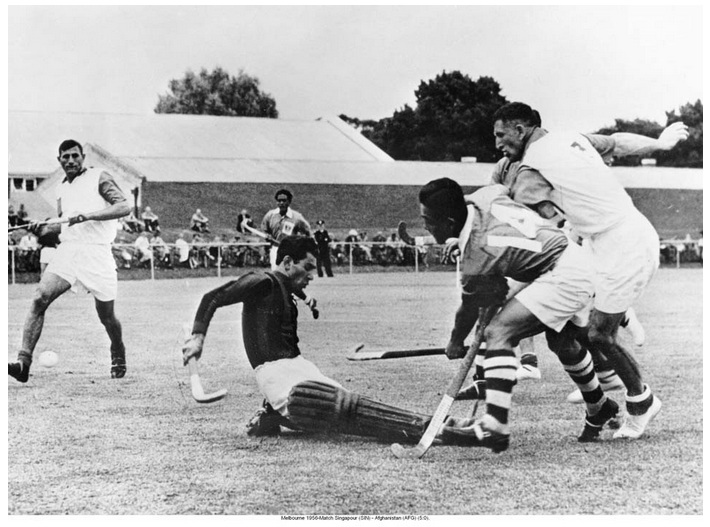
Afghánský tým hráčů pozemního hokeje na OH 1956

Letních olympijských her v roce 1992 v Barceloně se Afghánistán oficiálně neúčastnil, vyslal pouze jednoho úředníka. Na hry v Atlantě v roce 1996 vyslal jen dva zástupce: boxera v lehké střední váze Mohammada Jawida Amana, který byl diskvalifikován, protože přišel pozdě na povinné vážení a losování, a maratonce Abdula Basera Wasiqiho. Wasiqi si před závodem natáhl sval, ale přesto závodil a závod dokončil, i přesto, že skončil poslední.
Afghánský národní olympijský výbor (ANOC) byl Mezinárodním olympijským výborem v roce 1999 suspendován kvůli diskriminaci žen pod vládou Tálibánu a zákazu jakýchkoli sportů v zemi, proto bylo Afghánistánu následně zakázáno účastnit se na hrách v Sydney v roce 2000. Země byla opět přijata v roce 2002 po pádu režimu Talibanu a vyslala pět zástupců na hry v roce 2004, v Aténách, mezi nimiž byly také dvě ženy, Robina Muqim Yaar a Friba Razayee, první ženy, které kdy za Afghánistán soutěžily na olympijských hrách.
Na letní olympijské hry 2008 v Pekingu vyslala země tým čtyř soutěžících, sestávající ze tří mužů a jedné ženy, Mehboby Ahdyar, která kvůli své účasti na hrách dostávala výhrůžky smrtí. Na těchto hrách země získala svou první olympijskou medaili, když Rohullah Nikpai vyhrál bronz v taekwondu v kategorii mužů do 58 kg. Druhou medaili na hrách získala země na dalších hrách roce 2012, kdy Nikpai získal další bronz v taekwondu mužů do 68 kg.
Země se dále účastnila též olympijských her v roce 2016, v Rio de Janeiru. Rohullah Nikpai, který získal medaile na předchozích dvou hrách, se ovšem neúčastnil, místo něj byli vysláni tři sportovci, kteří soutěžili ve dvou sportech – atletice a judu. Nikdo z nich ovšem nepostoupil dále ve svých disciplínách, ale přestože zde sprinterka Kamia Yousufi skončila poslední v běhu na 100 metrů žen, vytvořila afghánský národní rekord časem 14,02 sekundy. Běžela v kompletním tělovém obleku a hidžábu.
V dubnu 2021 oznámil ANOC, že plavec Fahim Anwari se stane prvním ve své disciplíně, který bude Afghánistán reprezentovat na olympijských hrách. Dále také země obdržela pozvánku od Tripartitní komise k vyslání mužského střelce, Mahdiho Yovariho, také debutujícího v této disciplíně.
Účast Afghánistánu na letních olympijských hrách 2024 v Paříži byla dlouhou dobu nejasná kvůli politickým nepokojům a návratu Tálibánu k moci v srpnu 2021. V červnu 2024 bylo ale potvrzeno, že Afghánistán se zúčastní s týmem 3 mužů a 3 žen. Dalších pět afghánských sportovců bylo součástí uprchlického olympijského týmu. 

## Účast na Letních olympijských hrách
| Dějiště LOH            | LOH      | Vlajkonoš                              | Účastníci | Zlatá medaile | Stříbrná medaile | Bronzová medaile | Celkem |
| ---------------------- | -------- | -------------------------------------- | --------- | ------------- | ---------------- | ---------------- | ------ |
| 1936 Německo           | LOH 1936 | nebyl                                  | 19        |               |                  |                  | 0      |
| 1948 Londýn            | LOH 1948 | nebyl                                  | 31        |               |                  |                  | 0      |
| 1952 Helsinky          | 1952     |                                        |           |               |                  |                  | Ne     |
| 1956 Melbourne         | LOH 1956 | nebyl                                  | 12        |               |                  |                  | 0      |
| 1960 Řím               | LOH 1960 | nebyl                                  | 18        |               |                  |                  | 0      |
| 1964 Tokio             | LOH 1964 | nebyl                                  | 8         |               |                  |                  | 0      |
| 1968 Ciudad de México  | LOH 1968 | nebyl                                  | 5         |               |                  |                  | 0      |
| 1972 Mnichov           | LOH 1972 | Ghulam Dastagir                        | 8         |               |                  |                  | 0      |
| 1976 Montréal          | 1976     |                                        |           |               |                  |                  | Ne     |
| 1980 Moskva            | LOH 1980 | nebyl                                  | 11        |               |                  |                  | 0      |
| 1984 Los Angeles       | 1984     |                                        |           |               |                  |                  | Ne     |
| 1988 Soul              | LOH 1988 | Mohammad Razigul                       | 5         |               |                  |                  | 0      |
| 1992 Barcelona         | 1992     |                                        |           |               |                  |                  | Ne     |
| 1996 Atlanta           | LOH 1996 | Muhamed Aman                           | 2         |               |                  |                  | 0      |
| 2000 Sydney            | 2000     |                                        |           |               |                  |                  | Ne     |
| 2004 Athény            | LOH 2004 | Nina Suratger                          | 5         |               |                  |                  | 0      |
| 2008 Peking            | LOH 2008 | Nesar Ahmad Bahave                     | 4         |               |                  | 1                | 1      |
| 2012 Londýn            | LOH 2012 | Nesar Ahmad Bahave                     | 6         |               |                  | 1                | 1      |
| 2016 Rio de Janeiro    | LOH 2016 | Mohammad Tawfiq Bakhshi                | 3         |               |                  |                  | 0      |
| 2020 Tokio             | LOH 2020 | Farzad Mansouri a Kamia Yousufiová     | 5         |               |                  |                  | 0      |
| 2024 Paříž             | LOH 2024 | Fariba Hashimi a Sha Mahmood Noor Zahi | 6         |               |                  |                  | x      |
| Celkem                 | 16       |                                        |           | 0             | 0                | 2                | 2      |
| Zdroj na Olympedia.org |          |                                        |           |               |                  |                  |        |

## Listina medailistů
| Medaile          | Sportovec       | LOH               | Sport          |
| ---------------- | --------------- | ----------------- | -------------- |
| Bronzová medaile | Rohullah Nikpai | Afghánistán (AFG) | 2008 Taekwondo |
| Bronzová medaile | Rohullah Nikpai | Afghánistán (AFG) | 2012 Taekwondo |